# 2024年夏季奥林匹克运动会皮划艇男子双人皮艇500米比赛
2024年夏季奥林匹克运动会皮划艇男子双人皮艇500米比赛于2024年8月6日至8月9日在马恩河畔韦尔法兰西岛国家奥林匹克航海体育场举行。

## 赛制
短距离皮划艇比赛采用四轮赛制，参赛船只至少有11艘，包括预赛、四分之一决赛、半决赛和决赛。

## 赛程
以下时间均为欧洲中部夏令时间 (UTC+2)
| 日期         | 时间        | 轮次              |
| ------------ | ----------- | ----------------- |
| 2024年8月6日 | 11:30 14:30 | 预赛 四分之一决赛 |
| 2024年8月9日 | 11:10 13:20 | 半决赛 决赛       |

## 结果

### 预赛
晋级条件：每组前两名直接晋级半决赛，其余进入四分之一决赛